# Hugo Koblet
Hugo Koblet (Zurigo, 21 marzo 1925 – Uster, 6 novembre 1964) è stato un ciclista su strada e pistard svizzero.
Vinse il Giro d'Italia 1950, divenendo il primo non italiano a riuscirvi, e l'anno seguente il Tour de France, succedendo al connazionale Ferdi Kübler che lo aveva vinto l'anno precedente. Complessivamente ottenne tredici vittorie di tappa nei tre Grandi giri. Fra i suoi successi anche il Grand Prix des Nations, conferma delle sue doti a cronometro, tipo di corsa nel quale eccelleva.
Nella natia Svizzera si aggiudicò, fra le altre gare, tre Tour de Suisse, due Meisterschaft von Zürich, un Tour de Romandie e una volta i Campionati svizzeri.

## Carriera

### Gli esordi e il Giro d'Italia 1950
Hugo Koblet era nato al numero 3 della Hildestrasse, situata in un vasto quartiere popolare di Zurigo. I genitori gestivano una piccola apprezzata panetteria, e Hugo, il più giovane della famiglia, era addetto alla consegna del pane. Si fece i muscoli percorrendo ogni giorno decine di km, per diventare ben presto uno fra gli allievi emergenti del Velo Club regionale. Nel 1943 vinse, da dilettante, la sua prima gara.
Passò quindi fra i professionisti e nel 1947 si aggiudicò la prima tappa del Giro di Svizzera, la Zurigo-Siebnen, staccando di prepotenza Coppi, Bartali, Kübler e altri affermati campioni. Si mise poi in vista come passista, conquistandosi la considerazione degli osservatori più attenti. Gopf Weilenmann gli pronosticò un fulgido avvenire e lo segnalò a Learco Guerra, che per il Giro d'Italia 1950 aveva deciso di fare il direttore di una squadra ciclistica che portasse il suo cognome.
Koblet, esordiente nella corsa, indossò a metà corsa la maglia rosa già vestita per alcuni giorni da un altro corridore svizzero, Fritz Schär. Il campione elvetico si impose nei cuori degli appassionati di ciclismo per l'innata eleganza e la prorompente potenza atletica; gli inviati della Gazzetta dello Sport lo battezzarono con il soprannome di "falco biondo". In quel Giro d'Italia Fausto Coppi fu vittima di una caduta che gli procurò la frattura del bacino, e Gino Bartali, che a quel punto era rimasto l'antagonista più temibile, non riuscì a realizzare il suo desiderio di vincere quel Giro per poter incontrare come vincitore il papa Pio XII. Koblet si affermò quindi come il primo straniero a vincere la "Corsa rosa".

### Il Tour de France 1951
La sua consacrazione ciclistica avvenne al Tour de France 1951, nel quale trionfò alla grande. In quel Tour c'era anche Fausto Coppi: il "Campionissimo" era però moralmente abbattuto per la scomparsa del fratello Serse, avvenuta pochi giorni prima in seguito ad una caduta al Giro del Piemonte, ed aveva preso parte di malavoglia alla corsa. Koblet si assicurò il Tour de France nella tappa da Brive ad Agen con una fuga solitaria di 135 km in cui riuscì a guadagnare 3'35" sul gruppo degli inseguitori, che oltre a Coppi comprendeva altri grandi campioni come Bartali, Magni, Bobet, Géminiani e Derycke. I giornalisti parigini lo appellarono Le pedaleur de charme.
Sempre in quel Tour del 1951 c'è da ricordare un episodio che raccontò Pierre Chany, per tanti anni giornalista dell'Équipe inviato alla corsa francese. Koblet sul finire del Tour, ormai padrone del campo, patì una giornata di caldo e, rimasto senza acqua, ne chiese un po' a Gino Bartali; il campione toscano però prese la borraccia, bevve un lungo sorso e poi gettò per strada il resto dell'acqua rimanente, senza dire una parola. Koblet non si scompose e qualche giorno dopo, durante la lunga cronometro di quasi 100 km da Aix-les-Bains a Ginevra, raggiunse Bartali, partito parecchi minuti prima. Mentre lo stava per superare, accorgendosi che Bartali non aveva più borracce con sé, prese la sua ancora quasi piena e, senza uno sguardo, la mise nel porta-borracce di Bartali, proseguendo poi irresistibile verso la vittoria.

### La trasferta in Messico e il Giro d'Italia 1953
Nel 1952 andò in Messico e quando tornò in Europa accusò problemi di respirazione quando si superavano i 2000 metri di altitudine. Nel 1953 tornò a competere tra i migliori al Giro d'Italia, nel quale sfiorò la vittoria, ma giunse secondo battuto da Fausto Coppi, che sulla salita dello Stelvio realizzò una delle sue più grandi imprese. Noto è l'episodio relativo a tale Giro. Al terz'ultimo giorno, nella frazione da Auronzo di Cadore a Bolzano, Koblet in maglia rosa e Coppi avevano stretto un accordo: il "campionissimo", riconosciuta la superiorità dello svizzero, gli promise, in cambio della vittoria di tappa, che non lo avrebbe attaccato nella tappa dell'indomani, la temibile Bolzano-Bormio. In albergo gli uomini della Bianchi, la squadra di Coppi, tra tutti Ettore Milano e Sandro Carrea, ma anche il massaggiatore cieco Biagio Cavanna e il direttore Zambrini, tentarono in tutti i modi di convincere il loro capitano che il Giro non era finito, che poteva ancora farcela, ma Coppi era inamovibile, avendo sottoscritto un patto.
Al raduno di partenza della tappa del giorno dopo Koblet portava un paio di occhiali scuri, sebbene ci fosse poco sole. Ettore Milano, col pretesto di fare una foto ricordo con lui, glieli fece togliere, e s'avvide che quelli di Koblet erano occhi stanchi e gonfi, tipici di chi ha dormito poco o non ha smaltito le fatiche. Neppure questa rivelazione smosse Coppi dal mantenere il patto sottoscritto il giorno prima.
Verso Trafoi, sull'ascesa per lo Stelvio, erano rimasti davanti in cinque: Coppi, Koblet, Bartali, il ventunenne Nino Defilippis e Pasquale Fornara. Il campionissimo non attaccò come da patto, ma chiese di farlo a Defilippis, che obbedì; Koblet a quel punto si gettò all'inseguimento e Coppi replicò, staccandolo poco dopo. Transitò in vetta allo Stelvio con ben 4'23" sul rivale, e in discesa fu abile a non farsi riprendere (lo svizzero cadde ben due volte), realizzando quel giorno una delle sue più grandi imprese e aggiudicandosi il suo quinto Giro d'Italia.

### Gli ultimi anni
Hugo Koblet di quell'episodio non volle mai parlare, limitandosi a dire che era stato battuto dal più grande campione del ciclismo di tutti i tempi. Tre settimane dopo trionfò comunque al Giro di Svizzera, precedendo il connazionale Schär dopo essersi aggiudicato tre tappe. Al Giro d'Italia 1954 giunse nuovamente secondo, assecondando la vittoria di un suo gregario, Carlo Clerici, che con una fuga nella tappa dell'Aquila aveva guadagnato parecchi minuti sul gruppo, che lasciò fare pensando che sarebbe stata solo una vittoria di tappa e che Clerici non sarebbe riuscito a portare fino a Milano la maglia rosa. Nel 1955 vinse il suo terzo e ultimo Giro di Svizzera, precedendo Stan Ockers. L'ultima vittoria di Koblet fu il Criterium di Locarno nel 1958.
Chiuse la carriera da corridore al Tour de Romandie 1958, nel quale anche a 1000 metri di altitudine ebbe a soffrire problemi respiratori.

## Dopo il ritiro
Grazie alla sua fama e all'innata signorilità, Hugo ebbe una proposta dall'AGIP di Enrico Mattei: venne invitato ad andare in Venezuela come testimonial dell'azienda. Si stabilì quindi a Caracas con la moglie Sonja Buhl, rimanendovi per due anni: fu li che scoprì la passione per il tennis e lo sci nautico, e riuscì a vincere anche alcuni tornei amatoriali. Rientrò a Zurigo in sordina nel dicembre 1960, quando la AGIP decise di affidargli la stazione di benzina del velodromo di Oerlikon.
Accettò poi l'incarico di commentatore di gare ciclistiche per la radio Beromünster. Timido, poco estroverso, accettò la proposta; tuttavia chiese di essere assecondato da un collega cronista che l'avrebbe interrogato sugli aspetti tecnici della gara. Il debutto come commentatore per Hugo Koblet avvenne il 15 ottobre 1961 con al fianco Marco Blaser per la cronometro di Lugano. Fecero coppia per tre anni, assolvendo una quindicina di impegni. Rimase incompresa la sua rinuncia alla carica di Commissario tecnico della Federazione ciclistica svizzera.
Il 2 novembre 1964, all'età di 39 anni, si schiantò inspiegabilmente con la sua Alfa Romeo contro un albero in aperta campagna lungo la strada che porta dal villaggio di Esslingen a Mönchaltorf; spirò pochi giorni dopo all'ospedale di Uster senza aver ripreso conoscenza. Non furono peraltro trovate tracce di frenata o di sbandata sulla strada, elementi che fecero supporre che potesse essersi trattato di suicidio.

## Palmarès

### Strada
- 1947

1ª tappa, 1ª semitappa Tour de Suisse (Zurigo > Siebnen)
- 1948

4ª tappa, 2ª semitappa Tour de Romandie (Ginevra, criterium)
5ª tappa Tour de Suisse (Altdorf > Lugano)
- 1949

4ª tappa Tour de Romandie (Porrentruy > Payerne)
- 1950

6ª tappa Giro d'Italia (Torino > Locarno)
8ª tappa Giro d'Italia (Brescia > Vicenza)
Classifica generale Giro d'Italia
4ª tappa, 1ª semitappa Tour de Suisse (Ginevra > Losanna)
4ª tappa, 2ª semitappa Tour de Suisse (Losanna > Gstaad)
6ª tappa Tour de Suisse (Lucerna > Bellinzona)
Classifica generale Tour de Suisse
Gran Premio di Svizzera (gara a cronometro)
- 1951

2ª tappa, 2ª semitappa Tour de Suisse (Basilea > Boncourt)
7ª tappa Tour de Suisse (Lugano > Davos)
19ª tappa Giro d'Italia (Bolzano > Sankt Moritz)
7ª tappa Tour de France (La Guerche > Angers, cronometro)
11ª tappa Tour de France (Brive > Agen)
14ª tappa Tour de France (Tarbes > Luchon)
16ª tappa Tour de France (Carcassonne > Montpellier)
22ª tappa Tour de France (Aix-les-Bains > Ginevra, cronometro)
Classifica generale Tour de France
Gran Premio di Svizzera (gara a cronometro)
Grand Prix des Nations (gara a cronometro)
- 1952

Meisterschaft von Zürich
4ª tappa Tour de Romandie (Bienne > Payerne)
- 1953

2ª tappa, 2ª semitappa Roma-Napoli-Roma (Sulmona > Frosinone)
3ª tappa Roma-Napoli-Roma (Frosinone > Caserta)
1ª tappa Tour de Romandie (Martigny > Porrentruy)
2ª tappa Tour de Romandie (Porrentruy > Ginevra)
3ª tappa, 1ª semitappa Tour de Romandie (Ginevra > Losanna, cronometro)
Classifica generale Tour de Romandie
8ª tappa Giro d'Italia (Grosseto > Follonica, cronometro)
3ª tappa Tour de Suisse (Rheinfelden > Soletta, cronometro)
6ª tappa Tour de Suisse (Losanna > Bellinzona)
8ª tappa Tour de Suisse (Sankt Moritz > Zurigo)
Classifica generale Tour de Suisse
- 1954

Sassari-Cagliari
Meisterschaft von Zürich
3ª tappa Roma-Napoli-Roma (Caserta > Napoli)
1ª tappa, 1ª semitappa Driedaagse van Antwerpen (Anversa > Oostmalle, cronometro)
3ª tappa, 2ª semitappa Driedaagse van Antwerpen (Sint Truiden > Anversa)
3ª tappa, 1ª semitappa Tour de Romandie (Nyon > Losanna, cronometro)
15ª tappa Giro d'Italia (Gardone Riviera > Riva del Garda, cronometro)
21ª tappa Giro d'Italia (Bolzano > Sankt Moritz)
Gran Premio di Svizzera (gara a cronometro)
Gran Premio Martini (gara a cronometro)
- 1955

3ª tappa, 2ª semitappa Tour de Romandie (Friburgo > Friburgo, cronometro)
21ª tappa Giro d'Italia (San Pellegrino Terme > Milano)
2ª tappa Tour de Suisse (Baden > Delémont)
Classifica generale Tour de Suisse
Campionati svizzeri, Prova in linea
Giro del Ticino
- 1956

9ª tappa Vuelta a España (Tarragona > Barcellona)

#### Altri successi
- 1947

1ª tappa Tour de Romandie (Ginevra > Morges, cronosquadre)
- 1950

Classifica Gran premi della montagna Giro d'Italia
- 1955

Classifica Gran Premi della montagna Tour de Suisse

### Pista
- 1947

Campionati svizzeri, Inseguimento individuale
- 1948

Campionati svizzeri, Inseguimento individuale
Sei giorni di Chicago (con Walter Diggelmann)
- 1949

Campionati svizzeri, Inseguimento individuale
Sei giorni di New York (con Walter Diggelmann)
- 1950

Campionati svizzeri, Inseguimento individuale
Zurigo, Omnium
Sei giorni di Hannover (con Armin Von Buren)
- 1951

Campionati svizzeri, Inseguimento individuale
- 1952

Sei giorni di Dortmund (con Armin Von Buren)
Sei giorni di Francoforte (con Armin Von Buren)
Campionati svizzeri, Inseguimento individuale
- 1953

Campionati europei, Americana (con Armin Von Buren)
Campionati svizzeri, Inseguimento individuale
Sei giorni di Bruxelles (con Armin Von Buren)
Sei giorni di Francoforte (con Armin Von Buren)
- 1954

Campionati europei, Americana (con Armin Von Buren)
Campionati svizzeri, Inseguimento individuale
Sei giorni di Zurigo (con Armin Von Buren)
- 1955

Sei giorni di Dortmund (con Armin Von Buren)
Zurigo, Americana (con Armin Von Buren e Walter Zehnder)
Basilea, Americana (con Armin Von Buren)
- 1956

Sotteville, Omnium (con Ferdi Kübler)
Basilea, Americana (con Armin Von Buren)
Bruxelles, Americana (con Armin Von Buren)
Parigi, Americana (con Armin Von Buren)
Gand, Americana (con Armin Von Buren)
Anversa, Americana (con Armin Von Buren)
Zurigo, Americana (con Armin Von Buren)
- 1957

Zurigo, Americana (con Walter Bucher)
Basilea, Americana (con Walter Bucher)
Copenaghen, Americana (con Walter Bucher)

## Piazzamenti

### Grandi Giri
- Giro d'Italia

1950: vincitore
1951: 6º
1952: 8º
1953: 2º
1954: 2º
1955: 10º
- Tour de France

1951: vincitore
1953: ritirato
1954: ritirato
- Vuelta a España

1956: ritirato

### Classiche monumento
- Milano-Sanremo

1947: 34º
1948: 56º
1952: 37º
1954: 12º
1955: 17º
1957: 17º
- Giro delle Fiandre

1955: 2º
- Paris-Roubaix

1952: 44º
1954: 19º
1955: 7º

### Competizioni mondiali
- Campionati del mondo su pista

Amsterdam 1948 - Inseguimento individuale: 4º
Milano 1951 - Inseguimento individuale: 2º
Colonia 1954 - Inseguimento individuale: 2º
- Campionati del mondo su strada

Moorslede 1950 - In linea: ritirato
Varese 1951 - In linea: ritirato
Copenaghen 1956 - In linea: ritirato

## Riconoscimenti
- Trophée Edmond Gentil (1950)
- Sportivo svizzero dell'anno (1951)